# Kate Hudson
Kate Garry Hudson (Los Angeles, 19 d'abril de 1979), més coneguda com a Kate Hudson, és una actriu estatunidenca que va guanyar popularitat el 2001, en obtenir diversos reconeixements i la nominació als Oscars per Gairebé famosos en la categoria de millor actriu de repartiment. D'aleshores ençà ha actuat a diverses pel·lícules amb papers importants, per exemple: How to lose a guy in 10 days (2003), The Skeleton Key (2005), You, Me And Dupree (2006), Raising Helen (2004) i Bride Wars (2009).

## Biografia
És filla de Goldie Hawn (guanyadora d'un Oscar) i de l'actor, comediant i músic Bill Hudson, i germana del també actor Oliver Hudson. Els seus pares es van separar any i mig després del seu naixement. Després del divorci, es va traslladar a Colorado amb el seu germà, la seva mare i Kurt Russell, el nou xicot d'aquesta. Hudson va declarar que «el meu pare biològic no em coneix i considero Kurt Russell com el meu pare». De la seva mare ha confessat que «és la dona de qui he après el màxim». Per part de Bill Hudson té dos germanastres: Emily i Zachary, fills de Cindy Williams.
D'ascendència hongaresa, anglesa, italiana i irlandesa, l'actriu és jueva i la seva mare practica el budisme. Es va graduar el 1997 a una escola de Santa Monica. Malgrat ser acceptada a la Universitat de Nova York, va decidir dedicar-se a l'actuació en lloc de cursar una llicenciatura.
El 2000, es va casar amb Chris Robinson, membre del grup Black Crowes, amb qui va tenir un fill el 7 de gener de 2004, de nom Ryder Russell Robinson. Van viure a una casa que havia estat del director James Whale. L'abril de 2008 va ser nomenada "l'actriu més bella" segons la revista People. Es van separar l'any 2007.
El 2008 va mantenir una relació amb el també actor Owen Wilson, a qui va conèixer al rodatge de You, Me And Dupree. Aquesta relació va tenir alguns alts i baixos, que van incloure una ruptura durant la qual l'actor va intentar suïcidar-se. Tal situació es va relacionar amb la presumpta homosexualitat de l'actriu, però el gener de 2009 va desmentir que fos lesbiana. Aquell mateix any, Kate va mantenir una relació amb Alex Rodríguez, tercera base dels New York Yankees de beisbol, encara que no es va saber si hi va haver un compromís pel mig.
Va ser parella de Matt Bellamy, líder de la banda britànica de rock alternatiu Muse, amb qui es va casar l'any 2010. Van tenir el seu primer fill (segon en el cas de Hudson) l'any següent. La parella va posar fi a la seva relació de quatre anys a finals del 2014.

## Carrera
El seu paper de Penny Lane a Gairebé famosos, de Cameron Crowe, la va fer mereixedora del premi Globus d'Or a la millor actriu secundària. Després va protagonitzar Les quatre plomes (2002), com Ethne. El 2003 va aparèixer juntament amb Luke Wilson a Alex and Emma, i juntament amb Naomi Watts a Le Divorce.
El 2004, va protagonitzar la comèdia Raising Helen, junt amb els actors Spencer Breslin, Joan Cusack i John Corbett. També va protagonitzar una pel·lícula de suspens titulada The Skeleton Key el 2005, que va comptar amb un pressupost de producció de 43 milions de dólars, va tenir èxit en taquilla, en recaptar més de 91,9 milions dòlars a tot el món (47,9 milions a Amèrica del Nord). Va actuar, després, en una comèdia titulada You, Me And Dupree i coprotagonitzada per Owen Wilson i Matt Dillon, que va recaptar 21,5 milions dòlars en el primer cap de setmana (el 14 de juliol de 2006).
Posteriorment, Hudson va protagonitzar My Best Friend's Girl (2008) i va protagonitzar, juntament amb Anne Hathaway, Bride Wars, que va ser estrenada el gener de 2009.
Hudson apareix a la pel·lícula musical Nine, adaptació de l'obra teatral que va protagonitzar Antonio Banderes a Broadway. El repartiment de luxe inclou les estrelles oscaritzades Daniel Day-lewis, Sophia Loren, Marion Cotillard, Penélope Cruz, Nicole Kidman i Judi Dench, i la cantant del grup musical The Black Eyed Peas, Fergie. L'estrena es va programar per a finals de 2009 però la distribució a Europa es va ajornar a l'any següent.

## Filmografia
| Any  | Títol                                       | Rol                   | Notes |
| ---- | ------------------------------------------- | --------------------- | --- |
| 1998 | Desert Blue                                 | Skye Davidson         | |
| 1998 | Ricochet River                              | Lorna                 | |
| 1999 | 200 Cigarettes                              | Cindy                 | |
| 2000 | El doctor T i les dones (Dr. T & The Women) | Dee Dee               | |
| 2000 | Gairebé famosos (Almost Famous)             | Penny Lane            | Globus d'Or a la millor actriu secundària Nominació - Oscar a la millor actriu secundària Nominació - BAFTA a la millor actriu secundària |
| 2000 | Gossip                                      | Naomi Preston         | |
| 2000 | About Adam                                  | Lucy Owens            | Estrena limitada |
| 2002 | Les quatre plomes (The Four Feathers)       | Ethne                 | |
| 2003 | Le Divorce                                  | Isabel Walker         | |
| 2003 | L'Àlex i l'Emma                             | Emma Dinsmore         | |
| 2003 | How To Lose A Guy In 10 Days                | Andie Anderson        | |
| 2004 | Raising Helen                               | Helen Harris          | |
| 2005 | The Skeleton Key                            | Caroline Ellis        | |
| 2006 | You, Me And Dupree                          | Molly Peterson        | |
| 2008 | Fool's Gold                                 | Tess Finnegan         | |
| 2008 | Una nòvia per a dos                         | Alexis                | |
| 2009 | Embridi Wars                                | Olivia "Liv" Lerner   | |
| 2009 | Nine                                        | Stephanie Necrophuros | |
| 2010 | The Killer Inside Me                        | Amy Stanton           | |
| 2011 | A Little Bit of Heaven                      | Marley Corbett        | |
| 2011 | Alguna cosa prestada                        | Darcy                 | |
| 2012 | The Reluctant Fundamentalist                | Erica                 | |
| 2012 | Glee                                        | Cassandra July        | Sèrie de televisió (5 episodis 2012-13)                                                                                                   |
| 2013 | Clear History                               | Rhonda                | Telefilm |
| 2014 | Wish I Was Here                             | Sarah Bloom           | |
| 2014 | Una decisió perillosa                       | Anna Wright           | |
| 2015 | Rock the Kasbah                             | Merci                 | |
| 2016 | Kung Fu Panda 3                             | Mei Mei               | veu |
| 2016 | Mother's Day                                | Jesse                 | |
| 2016 | Deepwater Horizon                           | Felicia               | |
| 2017 | Marshall                                    | Eleanor Strubing      | |

## Premis i nominacions
Premis
- 2001: Globus d'Or a la millor actriu secundària per Gairebé famosos

Nominacions
- 2000: Oscar a la millor actriu secundària per Gairebé famosos
- 2000: BAFTA a la millor actriu secundària per Gairebé famosos
- 2000: Premi del Sindicat d'Actors al millor repartiment per Gairebé famosos
- 2000: Premi del Sindicat d'Actors a la millor actriu secundària per Gairebé famosos
- 2009: Premi del Sindicat d'Actors al millor repartiment per Nine